# Łupki (województwo dolnośląskie)
Łupki (niem. Schiefern) – wieś w Polsce położona w województwie dolnośląskim, w powiecie lwóweckim, w gminie Wleń.

## Podział administracyjny
W latach 1945–1954 wieś należała i była siedzibą gminy Łupki. W latach 1954–1959 wieś należała i była siedzibą władz gromady Łupki, po jej zniesieniu w gromadzie Bystrzyca. W latach 1975–1998 miejscowość administracyjnie należała do województwa jeleniogórskiego.
Obecna wieś powstała z połączenia trzech osad: Łupki-Zamek (dawniej Wleński Gródek), położonej na Górze Zamkowej (360 m n.p.m.), Łupki I i Łupki II, położonych w dolinie potoku Jamnej, nadając im wspólną nazwę Łupki.

## Zabytki
Do wojewódzkiego rejestru zabytków wpisane są obiekty w Wleńskim Gródku:
- gródek „Wleński Gródek (Lenno)”, z XIII-XV w. 
  - kościół św. Jadwigi, wybudowany w miejscu kaplicy grodowej z XII w.
  - zamek w ruinie, przy którym powstała osada Wleński Gródek
- zespół pałacowy:
  - pałac, wybudowany na podzamczu w XVII w.; obiekt ten ufundowany przez Adama Koulhasa w latach 1653-1662 prezentuje styl barokowy, który to z kolei zawdzięcza przebudowie dokonanej w XVIII wieku przez Grunfelda. Na uwagę zasługują znajdujące się wewnątrz freski z XVII wieku, kamienna klatka schodowa. Nad wejściem do obiektu znajdują się herby rodowe właścicieli.
  - pawilon ogrodowy, z początku XVIII w.
  - gołębnik, z końca XVIII w.
  - park, z XVIII w.

## Galeria

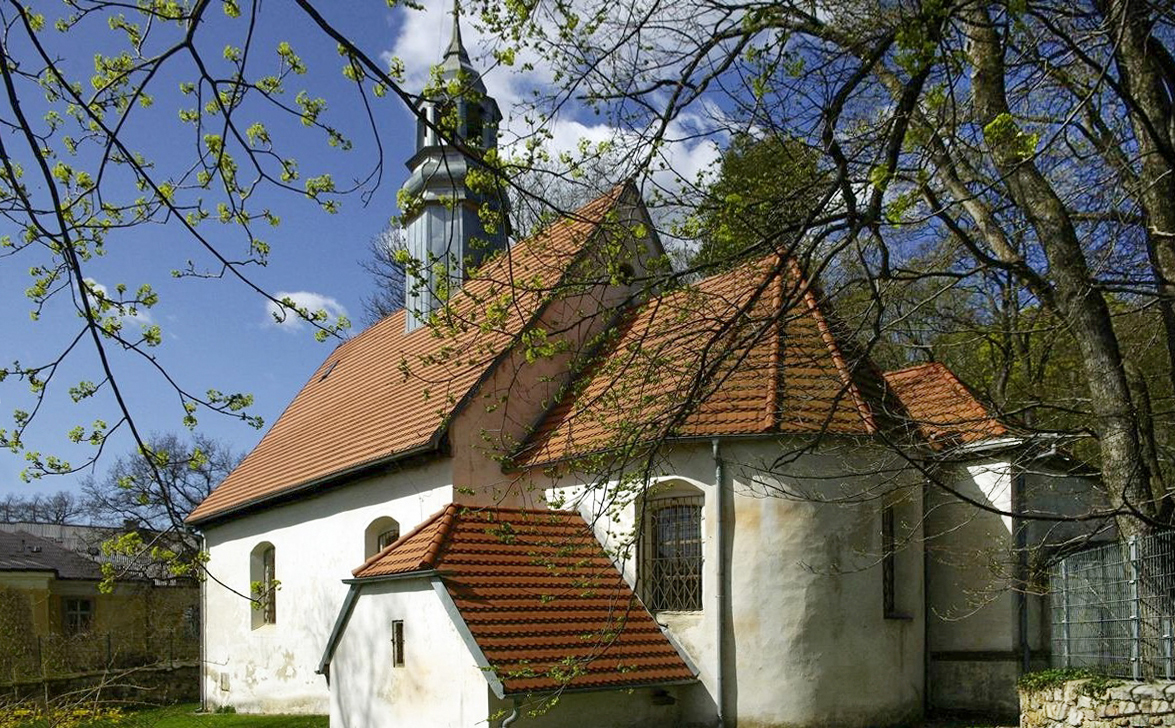
Kościół św. Jadwigi
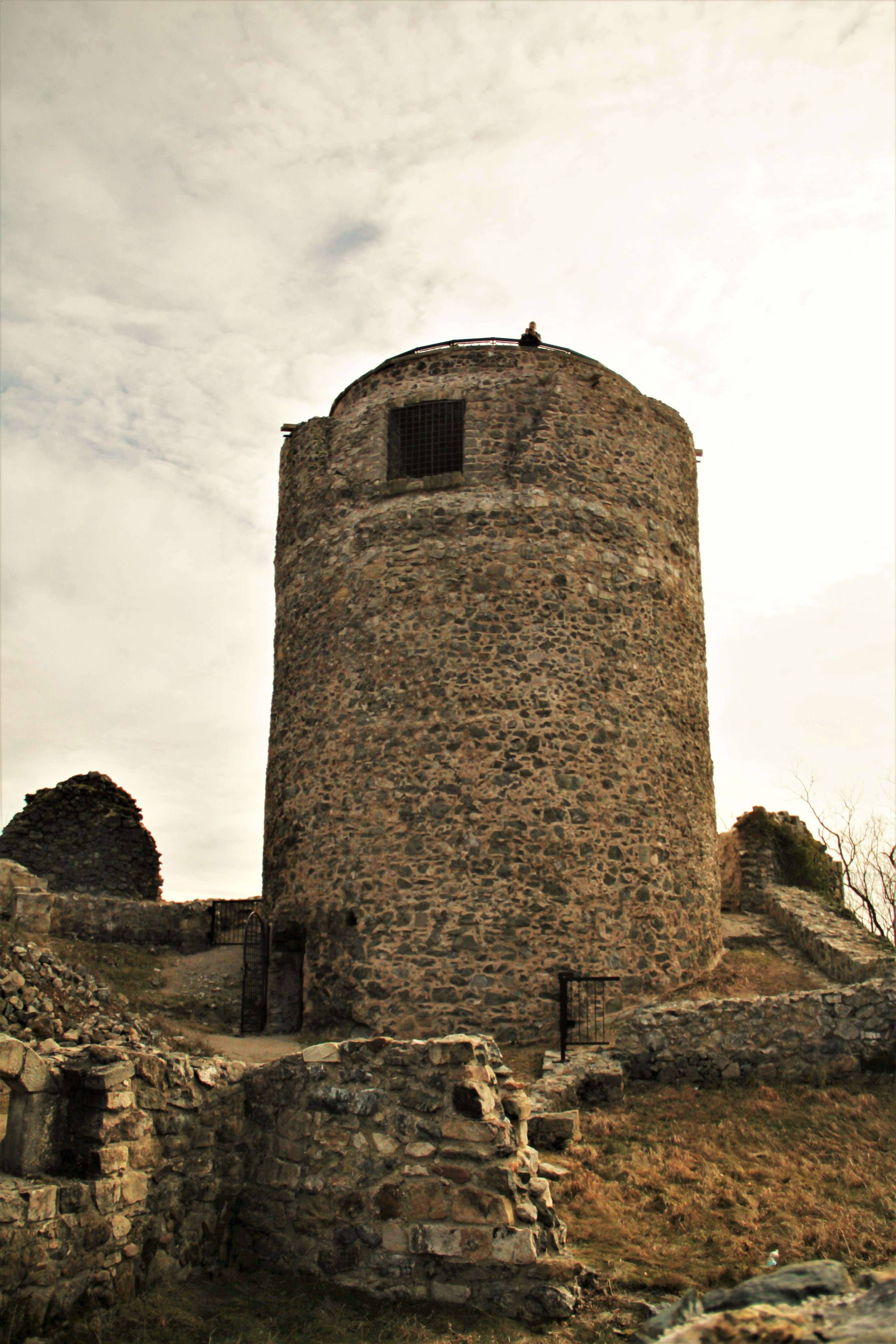
Zamek Wleń
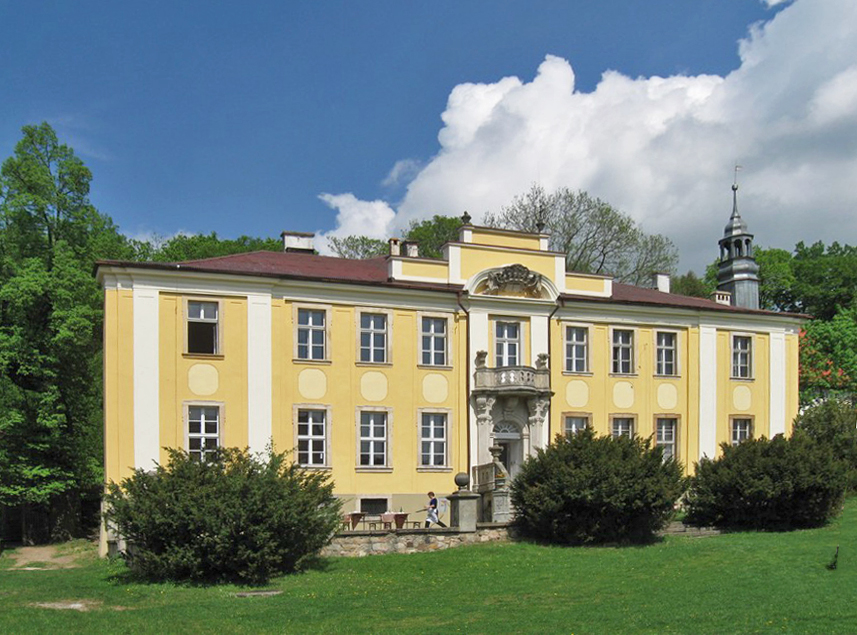
Pałac w Łupkach